# Iglesia de Santo Tomás Apóstol (Orgaz)
La iglesia de Santo Tomás Apóstol es un edificio religioso ubicado en Orgaz (Toledo). Es obra de Alberto Churriguera que se traslada a la ciudad donde muere antes de acabar la iglesia. Su construcción interrumpida numerosas veces finaliza en el año 1763.

## Historia
La iglesia se construye aprovechando el solar de un templo que existía anteriormente desde finales del siglo XVII. El aforo permitido por este antiguo templo no bastaba para admitir todos los feligreses orgaceños en un día de fiesta. Es por esta razón por la que el Cabildo solicitó la ampliación. El aparejador mayor Fabian Cabezas, tras examinar la obra decide demoler la torre de la antigua construcción, que comienza en 1738. En octubre de 1738 Alberto de Churriguera abandona Salamanca y deja a cargo de las obras de la Catedral Nueva y de los dos lienzos restantes de la plaza Mayor de Salamanca. Alberto decide, dado el estado ruinoso reconstruir por completo la iglesia. Se desconocen en la actualidad los planes de Churriguera. La convocatoria de su construcción se realizó por el infante Luis y mediante aprobación del Consejo de Castilla.
Este derribo completo del viejo templo no llegó a realizarse completamente, de hecho la capilla mayor corresponde a la antigua iglesia se mantiene en la actual. La construcción del nuevo templo se vio interrumpida debido a problemas económicos del Cabildo y a las irregulares aportaciones de la ciudad. La iglesia se inaugura finalmente al culto religioso el 23 de enero de 1763.